# Kurwa (dystrykt Sant Kabir Nagar)
Kurwa – wieś w Indiach położona w stanie Uttar Pradesh, w dystrykcie Sant Kabir Nagar, w tehsilu Ghanghata.
Całkowita powierzchnia miejscowości wynosi 87,61 ha (0,8761 km²). Według spisu z 2011 w Kurwie znajduje się 248 domów i zamieszkują ją 1 424 osoby.